# Comapa
Comapa è un comune del Guatemala facente parte del dipartimento di Jutiapa.